# FIVB World Tour 2008 der Männer
Die FIVB World Tour 2008 der Männer bestand aus 20 Beachvolleyball-Turnieren, von denen sechs als Grand Slam und vierzehn als Open ausgetragen wurden.

## Turniere

### Adelaide Australia Open (25. bis 30. März)
| Platz | Team                                 |
| ----- | ------------------------------------ |
| 1     | Harley Marques / Pedro Solberg       |
| 2     | Xu Linyin / Wu Penggen               |
| 3     | Todd Rogers / Phil Dalhausser        |
| 4     | Jacob Gibb / Sean Rosenthal          |
| 5     | Christoph Dieckmann / Julius Brink   |
| 5     | Reinder Nummerdor / Richard Schuil   |
| 7     | Emiel Boersma / Bram Ronnes          |
| 7     | Matthew Fuerbringer / Casey Jennings |

Von je zwei österreichischen, schweizerischen und deutschen Teams im Hauptfeld schafften es nur Patrick Heuscher und Sascha Heyer sowie Julius Brink und Christoph Dieckmann in die Runde der besten zwölf Paare. Beide Teams verloren gegen die späteren Bronzemedaillengewinner. Die Eidgenossen belegten den geteilten neunten Platz, die Deutschen wurden erst kurz vor dem Halbfinale gestoppt. Dort unterlagen Gibb / Rosenthal den Chinesen Xu / Wu, während Rogers / Dalhausser an den Brasilianern Harley und Pedro scheiterten, die anschließend auch das Finale gewannen. Im US-amerikanischen Duell um den dritten Rang setzten sich Rogers / Dalhausser durch..

### Shanghai Open (28. April bis 3. Mai)
| Platz | Team                              |
| ----- | --------------------------------- |
| 1     | Harley Marques / Pedro Solberg    |
| 2     | Xu Linyin / Wu Penggen            |
| 3     | Franco Neto / Pedro Cunha         |
| 4     | Fábio Luiz / Márcio Araújo        |
| 5     | Jørre Kjemperud / Tarjei Skarlund |
| 5     | Martin Laciga / Jan Schnider      |
| 7     | Andrew Schacht / Joshua Slack     |
| 7     | Pablo Herrera / Raúl Mesa         |

Aus dem deutschsprachigen Raum war nur je ein Team pro Nation am Start. Davon erreichten Martin Laciga und Jan Schnider als Beste den geteilten fünften Rang. Endstation waren für sie Harley und Pedro. Die besiegten anschließend auch Fábio Luiz / Márcio Araújo und wie schon in Adelaide Xu / Wu, die sich im anderen Halbfinale durchgesetzt hatten. Dritte wurden Franco Neto und Pedro Cunha.
Reckermann / Urbatzka belegten den geteilten siebzehnten Platz, während die teilnehmenden Österreicher in der zweiten Qualifikationsrunde scheiterten..

### Prag Open (6. Mai bis 11. Mai)
| Platz | Team                               |
| ----- | ---------------------------------- |
| 1     | Jacob Gibb / Sean Rosenthal        |
| 2     | Christoph Dieckmann / Julius Brink |
| 3     | Ricardo Santos / Emanuel Rego      |
| 4     | Reinder Nummerdor / Richard Schuil |
| 5     | Jonas Reckermann / Mischa Urbatzka |
| 5     | Emiel Boersma / Bram Ronnes        |
| 7     | Clemens Doppler / Peter Gartmayer  |
| 7     | Martin Laciga / Jan Schnider       |

Je ein Team aus Österreich und der Schweiz sowie zwei Teams aus Deutschland waren unter den besten acht. Doppler / Gartmayer und Laciga / Schnider teilten sich den siebten Rang. Reckermann / Urbatzka sowie die Niederländer Boersma / Bram Ronnes wurden Fünfte.

Im Halbfinale besiegten Christoph Dieckmann und Julius Brink deren Landsleute Nummerdor / Schuil, während die US-Amerikaner Jacob Gibb und Sean Rosenthal sich stärker als Ricardo / Emanuel erwiesen und anschließend das Finale gewannen. Die Brasilianer sicherten sich die Bronzemedaille..

### Roseto degli Abruzzi Open (13. Mai bis 18. Mai)
| Platz | Team                                 |
| ----- | ------------------------------------ |
| 1     | Harley Marques / Pedro Solberg       |
| 2     | Christoph Dieckmann / Julius Brink   |
| 3     | Todd Rogers / Phil Dalhausser        |
| 4     | Ricardo Santos / Emanuel Rego        |
| 5     | Reinder Nummerdor / Richard Schuil   |
| 5     | Dmitri Barsuk / Igor Kolodinski      |
| 7     | Xu Linyin / Wu Penggen               |
| 7     | Matthew Fuerbringer / Casey Jennings |

Zwei Schweizer Duos auf dem geteilten siebzehnten Platz, ein Paar aus der anderen Alpenrepublik einen Rang davor und nur ein deutsches Team im Hauptfeld. Das stand aber zum zweiten Mal in Serie im Endspiel nach dem Sieg in der Vorschlussrunde über Ricardo / Emanuel. Das andere brasilianische Duo Harley und Pedro setzte sich gegen Rogers / Dalhausser durch und gewann anschließend auch gegen Dieckmann / Brink. Die US-Amerikaner sicherten sich den dritten Platz..

### Zagreb Open (20. Mai bis 25. Mai)
| Platz | Team                                 |
| ----- | ------------------------------------ |
| 1     | Reinder Nummerdor / Richard Schuil   |
| 2     | Xu Linyin / Wu Penggen               |
| 3     | Matthew Fuerbringer / Casey Jennings |
| 4     | Fábio Luiz / Márcio Araújo           |
| 5     | Ricardo Santos / Emanuel Rego        |
| 5     | David Klemperer / Eric Koreng        |
| 7     | Jacob Gibb / Sean Rosenthal          |
| 7     | Jochem de Gruijter / Gijs Ronnes     |

Clemens Doppler und Peter Gartmayer aus Österreich auf dem geteilten siebzehnten Platz, kein Schweizer Duo und die einzigen Deutschen Klemperer / Koreng als Fünfte waren die Bilanz in Kroatiens Open aus deutschsprachiger Sicht.
In der Vorschlussrunde trafen Teams aus vier verschiedenen Nationen aufeinander. Fuerbringer / Jennings unterlagen Xu / Wu, während Nummerdor / Schuil zunächst Fábio Luiz / Márcio Araújo eliminierten und anschließend auch die Chinesen chancenlos ließen. Im Duell um die Bronzemedaille setzten sich die US-Amerikaner durch.

### Barcelona Open (27. Mai bis 1. Juni)
| Platz | Team                                   |
| ----- | -------------------------------------- |
| 1     | Christoph Dieckmann / Julius Brink     |
| 2     | Dmitri Barsuk / Igor Kolodinski        |
| 3     | Ricardo Santos / Emanuel Rego          |
| 4     | Harley Marques / Pedro Solberg         |
| 5     | Fábio Luiz / Márcio Araújo             |
| 5     | Aleksandrs Samoilovs / Mārtiņš Pļaviņš |
| 7     | Kevin Cès / Andy Cès                   |
| 7     | Jørre Kjemperud / Tarjei Skarlund      |

Diesmal war kein Duo aus Österreich im Hauptwettbewerb und die Schweizer Sascha Heyer und Patrick Heuscher mussten mit dem geteilten 25. und letzten Platz vorlieb nehmen.

Die Semifinals sahen folgendermaßen aus: Dieckmann / Brink gegen Ricardo / Emanuel und Barsouk / Kolodinsky gegen Harley / Pedro. Beide brasilianischen Teams hatten das Nachsehen, die Deutschen gewannen anschließend auch das Endspiel gegen die Russen. Im südamerikanischen Duell behielten Santos und Rego die Oberhand..

### Stare Jablonki Open (3. Juni bis 8. Juni)
| Platz | Team                            |
| ----- | ------------------------------- |
| 1     | Ricardo Santos / Emanuel Rego   |
| 2     | Adrián Gavira / Inocencio Lario |
| 3     | Andrew Schacht / Joshua Slack   |
| 4     | Harley Marques / Pedro Solberg  |
| 5     | David Klemperer / Eric Koreng   |
| 5     | Riccardo Lione / Matteo Varnier |
| 7     | Franco Neto / Benjamin Insfran  |
| 7     | Kristjan Kais / Rivo Vesik      |

Wie schon in Zagreb waren auch diesmal keine Eidgenossen bei den besten 32 Duos vertreten. Die Österreicher Florian Gosch und Alexander Horst belegten den geteilten siebzehnten Platz. Bestes deutsches Team waren Klemperer / Koreng, die auf dem Weg ins Halbfinale an den späteren Finalisten Gavira und Laria scheiterten. Die Spanier bezwangen anschließend Schacht / Slack, verloren jedoch das Endspiel gegen Emanuel / Rego, die zuvor auch ihre Landsleute besiegt hatten. Die Bronzemedaille ging an die Australier..

### Berlin Grand Slam (10. Juni bis 15. Juni)
| Platz | Team                               |
| ----- | ---------------------------------- |
| 1     | Ricardo Santos / Emanuel Rego      |
| 2     | Todd Rogers / Phil Dalhausser      |
| 3     | Pablo Herrera / Raúl Mesa          |
| 4     | Christoph Dieckmann / Julius Brink |
| 5     | Xu Linyin / Wu Penggen             |
| 5     | David Klemperer / Eric Koreng      |
| 5     | Jonas Reckermann / Mischa Urbatzka |
| 5     | Emiel Boersma / Bram Ronnes        |

Der erste Grand Slam des Jahres fand in der deutschen Hauptstadt statt. Gosch / Horst erreichten das gleiche Resultat wie in Stare Jablonki, die beiden Schweizer Beachpaare Sascha Heyer / Patrick Heuscher und Martin Laciga / Jan Schnider kamen bis ins Achtelfinale.

Von fünf deutschen Teams im Main Draw schafften es gleich drei in die Runde der besten acht, von denen nur Dieckmann / Brink in die Vorschlussrunde vorstießen. Endstation auf dem Weg ganz nach oben waren jedoch die Brasilianer, die nach den polnischen Open ihren zweiten Titel in Folge gewannen und dabei Rogers / Dalhausser auf den zweiten Platz verwiesen. Die US-Amerikaner hatten zuvor Herrera / Mesa bezwungen, die sich anschließend den dritten Rang sicherten..

### Paris Grand Slam (17. Juni bis 22. Juni)
| Platz | Team                                 |
| ----- | ------------------------------------ |
| 1     | Todd Rogers / Phil Dalhausser        |
| 2     | Reinder Nummerdor / Richard Schuil   |
| 3     | David Klemperer / Eric Koreng        |
| 4     | Harley Marques / Pedro Solberg       |
| 5     | Xu Linyin / Wu Penggen               |
| 5     | Geor Gomes / Gia Terceiro            |
| 5     | Dmitri Barsuk / Igor Kolodinski      |
| 5     | Matthew Fuerbringer / Casey Jennings |

Die französische Hauptstadt empfing am 17. Juni die besten Beachvolleyballer der Welt. Clemens Doppler / Peter Gartmayer standen ebenso in der Runde der besten Sechzehn wie Sascha Heyer / Patrick Heuscher, Christoph Dieckmann / Julius Brink und Jonas Reckermann / Mischa Urbatzka.

Auf dem Podest waren Klemperer / Koreng, für die oberste Stufe reichte es durch die Niederlage im Semifinale gegen Nummerdor / Schuil jedoch nicht. Die wiederum mussten die Überlegenheit von Rogers / Dalhausser anerkennen, die zuvor auch Pedro und Harley besiegt hatten..

### Stavanger Grand Slam (24. Juni bis 29. Juni)
| Platz | Team                               |
| ----- | ---------------------------------- |
| 1     | Todd Rogers / Phil Dalhausser      |
| 2     | Jonas Reckermann / Mischa Urbatzka |
| 3     | Christoph Dieckmann / Julius Brink |
| 4     | Emiel Boersma / Bram Ronnes        |
| 5     | Clemens Doppler / Peter Gartmayer  |
| 5     | Xu Linyin / Wu Penggen             |
| 5     | Reinder Nummerdor / Richard Schuil |
| 5     | Jacob Gibb / Sean Rosenthal        |

Drei Teams aus deutschsprachigen Ländern waren unter den besten Acht. Doppler / Gartmayer verabschiedeten sich aus dem Wettbewerb nach der Niederlage gegen Boersma / Ronnes, während deren Landsleute Numerdor / Schuil gegen Reckermann / Urbatzka den Kürzeren zogen und Dieckmann / Brink die US-Amerikaner Gibb und Rosenthal aus dem Turnier warfen. Rogers / Dalhauser bezwangen zunächst die verbliebenen Niederländer und anschließend auch Reckermann / Urbatzka, die im deutsch-deutschen Duell die Oberhand behielten. Die unterlegenen Dieckmann / Brink konnten den Kampf um Bronze für sich entscheiden. Beste Schweizer wurden Martin Laciga und Jan Schnider, die in Hauptrunde eins an Geor / Gia scheiterten..

### Moskau Grand Slam (1. Juli bis 6. Juli)
| Platz | Team                               |
| ----- | ---------------------------------- |
| 1     | Todd Rogers / Phil Dalhausser      |
| 2     | Xu Linyin / Wu Penggen             |
| 3     | David Klemperer / Eric Koreng      |
| 4     | Christoph Dieckmann / Julius Brink |
| 5     | Franco Neto / Benjamin Insfran     |
| 5     | Ricardo Santos / Emanuel Rego      |
| 5     | Pablo Herrera / Raúl Mesa          |
| 5     | Dmitri Barsuk / Igor Kolodinski    |

Für die beiden besten Teams aus den Alpenrepubliken Florian Gosch / Alexander Horst sowie Sascha Heyer / Patrick Heuscher war die Hauptrunde eins die Endstation, während es Jonas Reckermann / Mischa Urbatzka ins Achtelfinale schafften. Noch besser lief es für die beiden anderen deutschen Duos. Beide griffen in den Kampf um die Medaillen ein, verloren jedoch ihre Spiele in der Vorschlussrunde. Das Match um den dritten Platz entschieden Klemperer / Koreng für sich, während Dieckmann / Brink mit dem vierten Rang vorlieb nehmen mussten. Rogers / Dalhauser gewannen ihren dritten Grand Slam in Serie, diesmal waren die Chinesen Xu und Wu die Unterlegenen..

### Marseille Open (15. Juli bis 20. Juli)
| Platz | Team                              |
| ----- | --------------------------------- |
| 1     | Fábio Luiz / Márcio Araújo        |
| 2     | Xu Linyin / Wu Penggen            |
| 3     | Kay Matysik / Stefan Uhmann       |
| 4     | Harley Marques / Pedro Solberg    |
| 5     | Franco Neto / Benjamin Insfran    |
| 5     | José Filipe Pedrosa / Pedro Rosas |
| 7     | Bruno Schmidt / João Maciel       |
| 7     | Jørre Kjemperud / Tarjei Skarlund |

Nach vier Grand Slams stand mal wieder ein Open-Event auf dem Tourkalender. In Marseille wurden Gosch / Horst Dreizehnte, die beiden teilnehmenden Schweizer Teams scheiterten in der Quali. Im Halbfinale besiegten die an Nummer eins gesetzten Xu / Wu Matisyk und Uhmann, verloren anschließend jedoch gegen Fábio Luiz und Márcio Araújo. Deren Landsleute Harley und Pedro unterlagen im kleinen Finale den Deutschen..

### Gstaad Grand Slam (22. Juli bis 27. Juli)
| Platz | Team                               |
| ----- | ---------------------------------- |
| 1     | Harley Marques / Pedro Solberg     |
| 2     | Reinder Nummerdor / Richard Schuil |
| 3     | Alison Cerutti / Emanuel Rego      |
| 4     | Dmitri Barsuk / Igor Kolodinski    |
| 5     | Xu Linyin / Wu Penggen             |
| 5     | Christoph Dieckmann / Julius Brink |
| 5     | Jonas Reckermann / Mischa Urbatzka |
| 5     | Emiel Boersma / Bram Ronnes        |

Im Viertelfinale verloren Reckermann / Urbatzka gegen Alison / Emanuel und auch das zweite deutsche Team musste sich in der Runde der letzten Acht geschlagen geben. Deren niederländische Bezwinger Numerdor / Schuil besiegten anschließend auch die Russen Barsuk / Kolodinski, während sich im innerbrasilianischen Duell Harley und Pedro durchsetzten und auch im Endspiel nicht zu stoppen waren. Bronze sicherten sich Alison und Emanuel.

Die drei in der Qualifikation vertretenen Eidgenossen scheiterten genauso in der ersten Runde des Vorkampfes wie ein österreichisches Duo. Nur Alexander Huber und Felix Bläuel aus dem deutschsprachigen Raum kämpften sich durch die Quali in die Hauptrunde, konnten jedoch im Pool kein Spiel gewinnen. Deutlich besser lief es für die drei gesetzten Schweizer Teams Sascha Heyer / Patrick Heuscher, Martin Laciga / Jan Schnider und Philip Gabathuler / David Wenger, die alle das Achtelfinale erreichten..

### Klagenfurt Grand Slam (29. Juli bis 3. August)
| Platz | Team                               |
| ----- | ---------------------------------- |
| 1     | Dmitri Barsuk / Igor Kolodinski    |
| 2     | Mark Williams / Stein Metzger      |
| 3     | Ricardo Santos / Emanuel Rego      |
| 4     | Jason Lochhead / Kirk Pitman       |
| 5     | Clemens Doppler / Peter Gartmayer  |
| 5     | Geor Gomes / Gia Terceiro          |
| 5     | Kay Matysik / Stefan Uhmann        |
| 5     | Jonas Reckermann / Mischa Urbatzka |

Nach Gstaad ging es gleich weiter in die andere Alpenrepublik. Kein Schweizer Team stand im Nachbarland im Hauptwettbewerb. Ein österreichisches und zwei deutsche Paare schafften es bis ins Viertelfinale. Doppler / Gartmayer, Matysik / Uhmann und Reckermann / Urbatzka verloren jedoch ihre nächste Spiele.

Sowohl Williams / Metzger als auch Lochhead / Pitman erreichten zum ersten Mal die Runde der besten vier Teams. Die Neuseeländer in der Vorschlussrunde und auch die US-Amerikaner im Finale waren chancenlos gegen Barsuk / Kolodinski. Ricardo / Emanuel sicherten sich die Bronzemedaille..

### Kristiansand Open (26. bis 31. August)
| Platz | Team                              |
| ----- | --------------------------------- |
| 1     | Pablo Herrera / Raúl Mesa         |
| 2     | Bruno Schmidt / João Maciel       |
| 3     | Jason Lochhead / Kirk Pitman      |
| 4     | Florian Gosch / Alexander Horst   |
| 5     | Clemens Doppler / Peter Gartmayer |
| 5     | Harley Marques / Pedro Solberg    |
| 7     | Bo Søderberg / Anders Hoyer       |
| 7     | Philip Gabathuler / David Wenger  |

Bei den Open in Norwegen schaffte es zum ersten Mal in dieser Spielzeit ein dänisches Duo in die Top Acht. Søderberg und Hoyer scheiterten im Viertelfinale jedoch an Lochhead und Pitman, die nach ihrer anschließenden Niederlage gegen Bruno / Maciel sich zum ersten Mal die Bronzemedaille sicherten. Leidtragende waren Gosch / Horst, die mit dem vierten Rang trotzdem ihr bestes Saisonergebnis erreichen konnten. Das Endspiel gewannen Herrera und Mesa. Das zweite österreichische Beachpaar Doppler und Gartmeyer verlor genauso sein Viertelfinale wie Gabathuler und Wenger aus der Schweiz. Deutsche Teams waren im nordeuropäischen Land nicht am Start..

### Mallorca Open (2. bis 7. September)
| Platz | Team                               |
| ----- | ---------------------------------- |
| 1     | Harley Marques / Pedro Solberg     |
| 2     | David Klemperer / Eric Koreng      |
| 3     | Franco Neto / Benjamin Insfran     |
| 4     | Jonas Reckermann / Mischa Urbatzka |
| 5     | Fábio Luiz / Márcio Araújo         |
| 5     | Kevin Cès / Andy Cès               |
| 7     | Bruno Schmidt / João Maciel        |
| 7     | Christoph Dieckmann / Julius Brink |

Die besten Österreicher Gosch / Horst wurden mit drei weiteren Teams Neunte. Martin Laciga / Jan Schnider aus der Schweiz belegten den geteilten dreizehnten Platz.

Vier brasilianische, ein französisches und drei deutsche Duos machten die ersten acht Plätze unter sich aus. Je ein europäisches und brasilianisches Beachpaar teilten sich die siebten und die fünften Ränge sowie das kleine und das große Finale. in der Vorschlussrunde hatten Klemperer / Koreng gegen Reckermann, Urbatzka die Oberhand behalten, während Harley und Pedro ihre Landsleute Franco und Benjamin bezwangen..

### Guaruja Open (16. bis 21. September)
| Platz | Team                               |
| ----- | ---------------------------------- |
| 1     | Harley Marques / Pedro Solberg     |
| 2     | Christoph Dieckmann / Julius Brink |
| 3     | Jonas Reckermann / Mischa Urbatzka |
| 4     | Bruno Schmidt / João Maciel        |
| 5     | Franco Neto / Benjamin Insfran     |
| 5     | Fábio Luiz / Márcio Araújo         |
| 7     | Alexander Huber / Felix Bläuel     |
| 7     | Martin Laciga / Jan Schnider       |

David Klemperer und Eric Koreng traten im September in Brasilien nicht an, die französischen Brüder Kevin und Andy Cès wurden Neunte. So schafften es Huber / Bläuel und Laciga / Schnider auf die beiden siebten Ränge. Die weiteren Spitzenplatzierungen gingen allesamt an die gleichen Teams, die auch schon in Spanien vorne lagen. Die späteren Goldmedaillengewinner Harley / Pedro ließen Reckermann / Urbatzka im Halbfinale keine Chance, während Dieckmann / Brink gegen Bruno Schmidt / Maciel gewannen. Im Bronzematch setzten sich die Deutschen durch..

### Dubai Open (6. bis 11. Oktober)
| Platz | Team                                      |
| ----- | ----------------------------------------- |
| 1     | Reinder Nummerdor / Richard Schuil        |
| 2     | Jonas Reckermann / Mischa Urbatzka        |
| 3     | Harley Marques / Pedro Solberg            |
| 4     | Kevin Cès / Andy Cès                      |
| 5     | Pedro Cunha / Alison Cerutti              |
| 5     | David Klemperer / Eric Koreng             |
| 7     | Alexei Kulinitsch / Alexander Djatschenko |
| 7     | Martin Laciga / Jan Schnider              |

Zum zweiten Mal in dieser Saison standen Nummerdor / Schuil ganz oben auf dem Podest. Sie hatten zuvor die Gewinner der letzten beiden Open-Wettbewerbe und anschließend auch Reckermann / Urbatzka bezwungen. Die französischen Cès Brüder standen zum ersten Mal im Halbfinale, mussten jedoch zunächst die Überlegenheit der Deutschen und anschließend auch der Brasilianer im Spiel um die Bronzemedaille anerkennen.

Während Klemperer / Koreng diesmal den geteilten fünften und Laciga / Schnider den geteilten siebten Platz belegten, kamen die besten Österreicher Nik Berger und Robert Nowotny nicht über den siebzehnten Rang hinaus..

### Manama Open (27. Oktober bis 1. November)
| Platz | Team                                    |
| ----- | --------------------------------------- |
| 1     | Pedro Cunha / Alison Cerutti            |
| 2     | Kevin Cès / Andy Cès                    |
| 3     | Stefan Windscheif / Sebastian Dollinger |
| 4     | Grzegorz Fijałek / Mariusz Prudel       |
| 5     | Ahren Cadieux / Richard VanHuizen       |
| 5     | Michał Kądzioła / Jakub Szałankiewicz   |
| 7     | Michal Biza / Pavel Rotrekl             |
| 7     | Adrián Gavira / Raúl Mesa               |

Das nächste Open fand in der Hauptstadt Bahrains statt. Da nur ein Teil der Weltelite anwesend war, ergab die abschließende Rangliste ein völlig neues Bild gegenüber den bisherigen Veranstaltungen. So standen auf den Plätzen fünf und sieben je ein kanadisches, polnisches und tschechisches Paar neben den Spaniern Gavira / Mesa. Nachdem sie im Halbfinale gegen die Cès Brüder unterlegen waren, sicherten sich die Deutschen Dollinger / Windscheif gegen das weitere polnische Duo Fijałek / Prudel mit dem dritten Rang zum ersten Mal eine Medaille bei der Weltserie. Dabei waren sie in der Qualifikation gegen die Tschechen eigentlich ausgeschieden, profitierten aber als Lucky Loser von Absagen. Es war auch das erste Mal, dass Cunha / Cerutti ein Event der FIVB Tour gewinnen konnte.

Die besten Teams aus den Alpenrepubliken Daniel Hupfer / Paul Schroffenegger und Philip Gabathuler / David Wenger wurden jeweils siebzehnte..

### Sanya Open (10. bis 15. November)
| Platz | Team                              |
| ----- | --------------------------------- |
| 1     | Benjamin Insfran / Harley Marques |
| 2     | Roberto Pitta / Pedro Cunha       |
| 3     | Mariano Baracetti / José Salema   |
| 4     | Xu Linyin / Li Jialu              |
| 5     | Ahren Cadieux / Richard VanHuizen |
| 5     | Li Jian / Chen Cheng              |
| 7     | Kevin Cès / Andy Cès              |
| 7     | Jackson Henríquez / Farid Mussa   |

Auch bei der letzten Veranstaltung des Jahres, die wie die zweite in China stattfand, erreichten einige Duos die Top Acht, die bisher noch nicht großartig in Erscheinung getreten waren. So standen die Argentinier Baracetti / Salema im Semifinale, verloren dort jedoch gegen Benjamin und Harley, eine Paarung, die es zwar früher und auch später noch gab, die jedoch 2008 nur dieses eine Turnier zusammenspielte. In der anderen Vorschlussrunde siegte das Interimsduo Pitta / Cunha gegen Xu und seinen neuen Partner Jian Li. Das kleine Finale ging an die Argentinier, im brasilianischen Duell um die Goldmedaille siegten Benjamin und Harley.
Stefan Windscheif / Sebastian Dollinger konnten nicht ganz an den Erfolg aus Bahrein anknüpfen, standen aber immerhin auf dem geteilten neunten Platz. Philip Gabathuler / David Wenger konnten sich leicht verbessern, der dreizehnte Platz war das Resultat. Daniel Hupfer und Paul Schroffenegger wurden wie in Manam Siebzehnte..

## Auszeichnungen des Jahres 2008
| FIVB Tour Champion    | Harley Marques / Pedro Solberg |
| Team of the year      | Harley Marques / Pedro Solberg |
| Most Outstanding      | Harley Marques                 |
| Sportsperson          | Phil Dalhausser                |
| Top Rookie            | Adrián Gavira                  |
| Most Inspirational    | Todd Rogers                    |
| Most Improved Player  | Andy Cès                       |
| Best Blocker          | Phil Dalhausser                |
| Best Hitter           | Phil Dalhausser                |
| Best Offensive Player | Phil Dalhausser                |
| Best Server           | Igor Kolodinski                |
| Best Setter           | Márcio Araújo                  |
| Best Defensive Player | Todd Rogers                    |

Quelle: 